# Барлыкбаев, Исембай
Исембай Барлыкбаев (каз. Исембай Барлықбаев; 1914 год, село Урджар, Семипалатинская область, Российская империя — дата смерти неизвестна) — старший чабан колхоза «Красные горные орлы» Урджарского района Семипалатинской области, Казахская ССР. Герой Социалистического Труда (1958).
Родился в 1914 году в крестьянской семье в Семипалатинской области. Трудился чабаном, старшим чабаном в колхозе «Красные горные орлы» Урджарского района.
На протяжении нескольких лет бригада Исембая Барлыкбаева выращивала в среднем по 105—110 ягнят от каждой сотни овцематок. За получение высокой продуктивной продуктивности в животноводстве удостоен звания Героя Социалистического Труда указом Президиума Верховного Совета СССР от 29 марта 1958 года c вручением ордена Ленина и золотой медали «Серп и Молот».
В 1956 году участвовал во всесоюзной выставке ВДНХ.
После выхода на пенсию проживал в Алма-Ате.